# Eurasburg (Aichach-Friedberg járás)
Eurasburg település Németországban, azon belül Bajorországban. Lakosainak száma 1908 fő (2023. december 31.). Eurasburg Adelzhausen és Friedberg községekkel határos.

## Népesség
A település népessége az elmúlt években az alábbi módon változott:
| Lakosok száma | 288  | 793  | 1109 | 1214 | 1645 | 1626 | 1657 | 1693 | 1820 | 1908 |
|               | 1875 | 1950 | 1975 | 1987 | 2012 | 2014 | 2016 | 2017 | 2021 | 2023 |